# Торчинский, Григорий Яковлевич
Григорий Яковлевич Торчинский (1913, Одесса — 1979, Москва) — советский шашист, спортивный деятель и журналист, юрист. Один из организаторов шашечного спорта в СССР и в мире. Вице-президент Всемирной федерации шашек (избран в 1964). В 1964—1972 — президент Федерации шашек СССР. Мастер спорта СССР по шашкам (1938) международного класса. Судья всесоюзной категории (1967). Международный арбитр (1970).

## Биография
Участник Великой Отечественной войны.
В 1951-52 председатель президиума Всесоюзной шахматно-шашечной секции. Видный советский юрист. Работал в наркомате юстиции СССР, юридическом отделе Совнаркома СССР, начальником юридического отдела Наркомата легкой промышленности СССР, Государственной планово-бюджетной комиссии (позднее-Госплан СССР), СНХ СССР, Госснаба СССР, специалист в области трудового и хозяйственного права. Редактировал шашечный отдел в журнале «Огонёк», был редактором и членом редколлегии в ж. 64, «Шахматное обозрение». Автор книги «Комбинации в шашечной партии» (соавт. М., 1952). Заслуженный юрист СССР , РСФСР (ж.64, 15-1968, С. 13).
Похоронен на Донском кладбище в Москве.
Супруга — Клара Моисеевна (1911—1994).